# Forgách Ádám

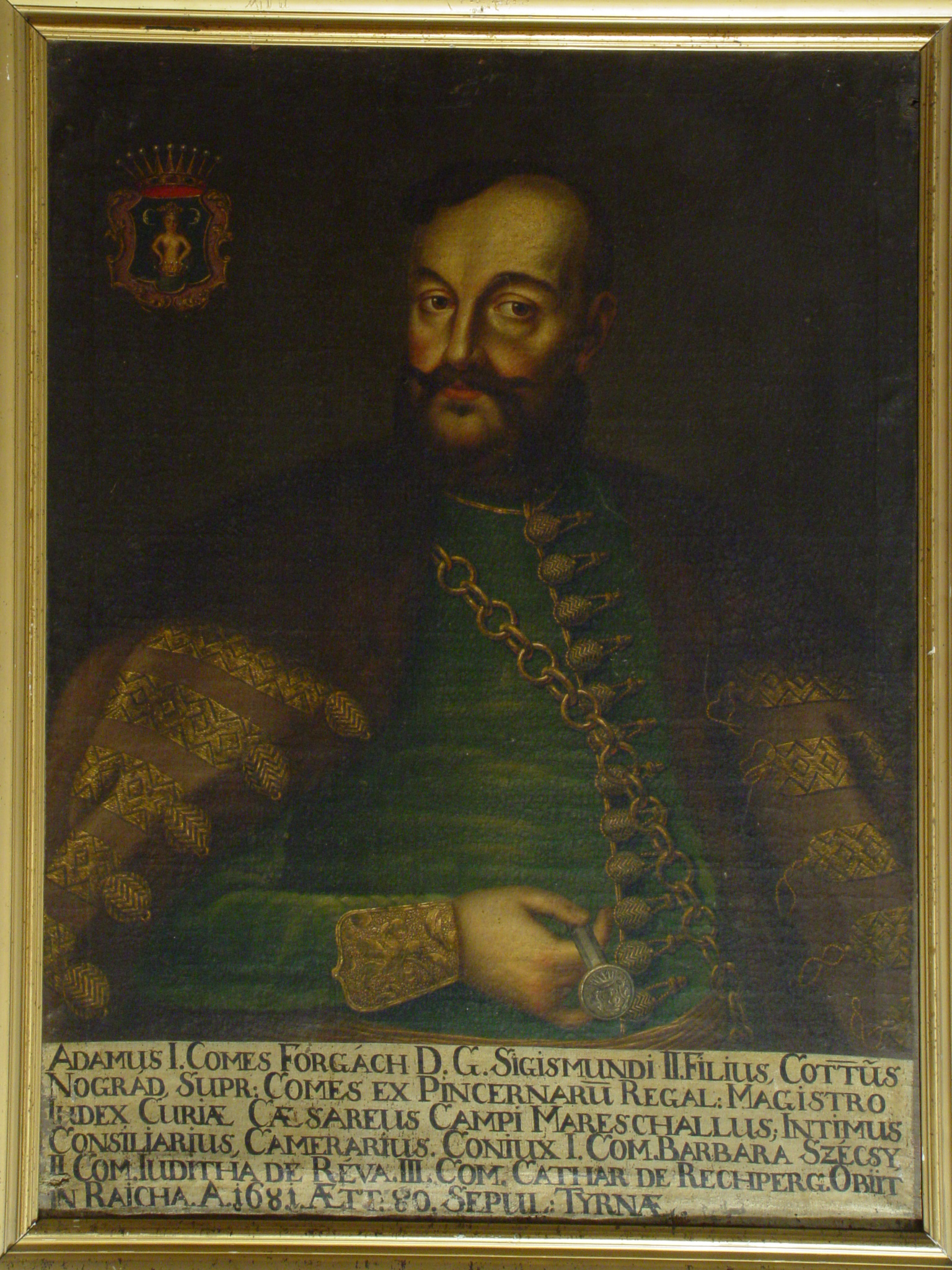
Forgách Ádám portréja

Gímesi és gácsi gróf Forgách Ádám (1612. október 5. – 1681. június 10.) magyar földbirtokos, várkapitány és országbíró.

## Élete
Báró Forgách Zsigmond nádor és betlenfalvai Thurzó Zsuzsanna fia volt. Ifjú korában több évet külföldön töltött, hazatérése után katonai pályára lépett. 1627-ben királyi kamarás és Szécsényvár főkapitánya volt. 1635. november 13-án részt vett a nagyszombati egyetem ünnepélyes megnyitásán; 1640. május 12-én grófi rangra emelték. 1648-ban kassai tábornok lett, ez év szeptember 22-én írta azt a levelét, melyben a királynak panaszkodik, hogy egy esetleges török támadást ember hiányában nem tudna visszaverni, mivel római katolikus katonáit kivéve, emberei nem tartanak vele. Október 17-én keltezett levelében azt írja, hogy I. Rákóczi György csábítgatja embereit, és mert hiányos ruházatúak, ágyúik rosszak, fizetésük pontatlanul kapják, neki pedig kétmilliós vagyonára 100 forint hitele sincs, fővezéri állása tűrhetetlen. 
1643–44-ben Rákóczi György ellen szerencsétlenül csatázott; a város Rákóczinak hódolt, és neki ki kellett vonulnia. 1644. február 2-án jelentette, hogy a felső megyék Rákóczi ellen nem akarnak fegyvert fogni, s a parancsnoksága alatt álló hadak is elpártoltak tőle. Az 1646. szeptember 25-én tartott országgyűlési nádorválasztáskor a katolikus jelöltek közt a második helyen volt, de csak ötvenöt szavazatot nyert. IV. Ferdinánd magyar király 1647. június 16-ai koronázásán az udvari ebéden főpohárnoki méltóságban vett részt; e napon lett aranysarkantyús vitéz. Része volt több nevezetes követségben is, például Lengyelországban. 1649. áprilisban ismét nádorjelölt volt, de megint nem választották meg; Pálffy Pál lett a nádor. 1652 áprilisának végén mint érsekújvári kapitány Nagyvezekénynél a rabló török hadra csapott: nyolcszáz török katona halt meg, ugyanakkor a magyarok is vesztettek hetven embert, köztük Esterházy-családtagot is (→ vezekényi csata). 

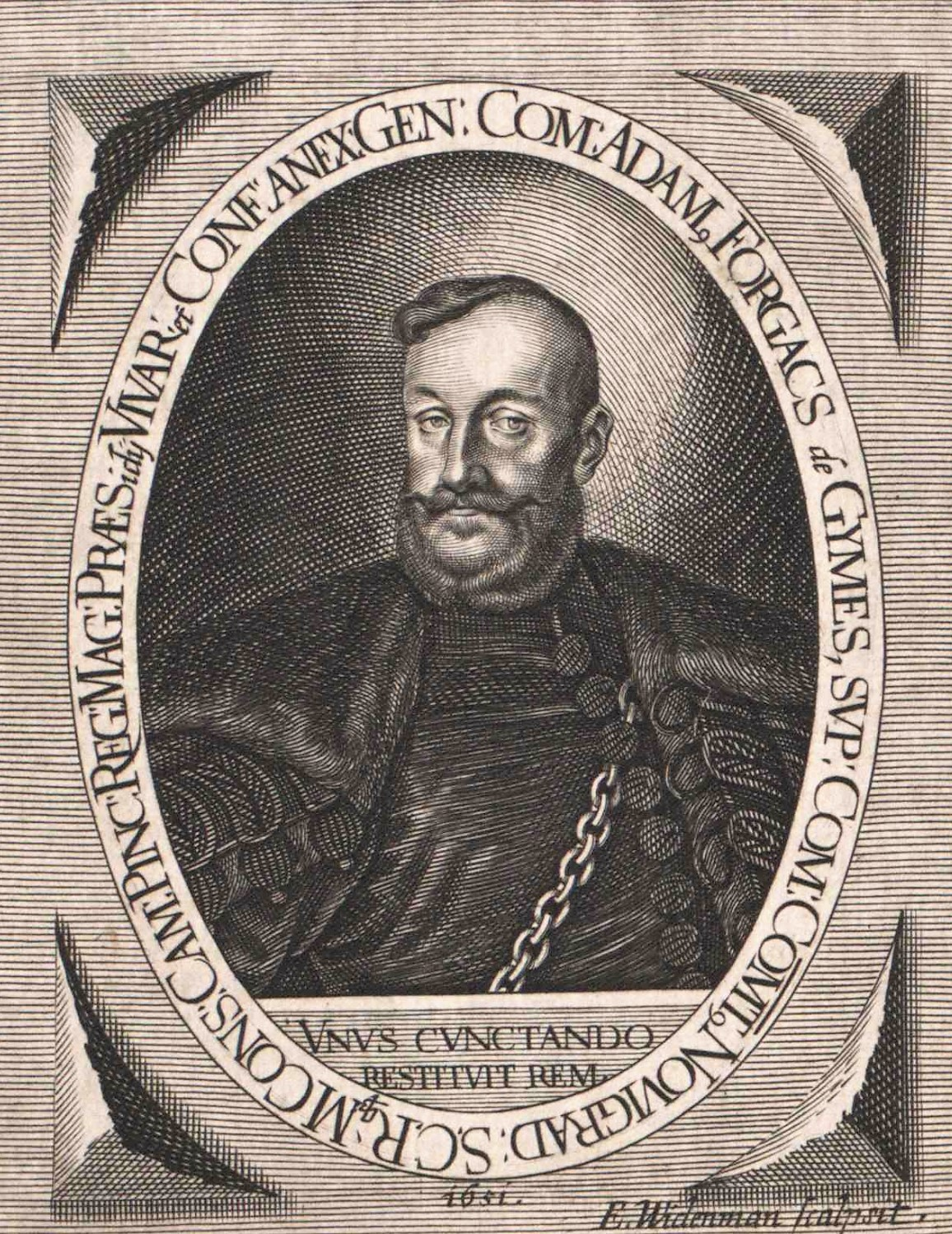
Forgách Ádám portréja

1655-ben az udvar ridegségét érezte, mert a kitűzött nádorválasztásra a jelöltek sorából is kihagyták, és emiatt emelt panaszát sem hallgatták meg. Ennek ellenére 1653-ban jelen volt IV. Ferdinánd regensburgi római császári koronázásán, akárcsak 1655-ben III. Ferdinánd király harmadik hitvesének, Gonzaga Eleonóra mantovai hercegnő császárnévá koronázásán is. 1662-ben Forgách Ádám is üldözni kezdte a protestánsokat, templomaikat a katolikus hitűeknek adta, alattvalóit is igyekezett áttéríteni e hitre. 1663-ban Köprülü Ahmed török nagyvezír ostromló seregei ellen Érsekújvárt védte; a túlerővel szemben végül engedni kényszerült, a várat szeptember 25-én föladta. A kivonulás zeneszóval, fegyveresen, vagyonkivitellel történt, a nagyvezír bizonyságot adott Forgáchnak, hogy eleget tett minden kötelességének. Ennek dacára Forgách Ádám egy évig Győrött raboskodott, de a haditörvényszék előtt tisztázta magát a vád alól, és felmentették. 1667-ben az idegen katonák kivonása és magyar várkapitányok kinevezési programjának keretében Forgách Ádámra is várkapitányi tisztet ruháztak. 1668-ban ismét nádorjelölt volt. 1670. március 27-én jelen volt az I. Lipót király által Besztercebányára hirdetett eredménytelen gyűlésen; ekkor már mint tárnokmester. 1680 áprilisának elején a Nagyszombatban tartott tanácskozáson mint országbíró szerepelt, s itt indítványozta, hogy a közhivatalok viselését magyarokra ruházzák.

### Házasságai és gyermekei
Gróf Forgách Ádám 1637-ben vette feleségül gróf rimaszécsi Széchy Borbálát, aki még az évben meghalt. Nem sokkal ezután újra házasságot kötött; második felesége báró sklabinai és blatnicai Révay Judit, aki 1643-ban gyermek nélkül hunyt el. A gróf 1648-ban harmadszorra is megnősült, hitvese Maria Katharina von Rechberg grófnő (1626–1686), akitől több gyermeke is született:
- Ádám (1663–1716), nógrádi főispán, első felesége Eva Katharina von Breuner, második felesége Eleonora von Walterskirchen bárónő
- Zsuzsanna (?), házassága révén Zichy grófné
- Anna (?)
- Éva (?)
- Dorottya (?), első házassága révén Cuningham báróné, második házassága révén Gvadányi grófné
- Krisztina (?)
- Simon (1669–1730), felesége báró galántai Esterházy Ágnes

## Művei
- Fasciculus sententiarum ab eodem fidelitatis et infelicitatis Speculo in otio afflictionum collectus. Viennae, 1657
- Relatio Adami Forgach de Ghymes de statu partium regni Hung. superiorum. Cassoviae, 13. Mart. 1644

### Hátrahagyott kéziratai
- Az Érsekujvári obsidionak Forgách Ádámtól való leirása (Tört. Tár. 1881. 144–145. l.)
- Gróf F. Á. utasításai galgóci és gácsi tisztjeinek 1644–1667-ig (Tört. Tár. 1891. 517–528. és 697–702. l.)
- Forgách Ádám levele Nagy Ferenc Bars megyei alispánhoz, Komjáti, 1660. okt. 4. (Komjáti, 1892)
- Forgách Ádám válasza a török nagyvezérhez, Ujvár, 1663. dec. 23. (M. Musa 1788. XXII. sz.)
- 42 német és 4 latin levele van 1650–1671-ből herceg Lobkowitz Mór raudnitzi levéltárában